# Kalvin Phillips
Kalvin Mark Phillips (født 2. december 1995) er en engelsk professionel fodboldspiller, som spiller for Premier League-klubben Manchester City, og Englands landshold.

## Klubkarriere

### Leeds United
Phillips er født og opvokset i Leeds, og kom igennem Leeds Uniteds ungdomsakademi. Han fik sin professionelle debut med klubben den 6. april 2015 i en kamp imod Wolverhampton Wanderers. Han etablerede sig fra 2016-17 sæsonen og frem som en fast del af mandskabet.
Phillips blev i 2018-19 sæsonen inkluderet på årets hold i Championship. Phillips spillede i 2019-20 en essentiel del af at Leeds vandt Championship, og dermed rykkede op til Premier League for første gang i 16 år. Han blev igen inkluderet på årets hold.
Phillips spillede sin kamp nummer 200 for Leeds den 8. februar 2021.

### Manchester City
Phillips skiftede i juli 2022 til Manchester City. Han debuterede for klubben den 7. august i en kamp imod West Ham United.

#### Lejeaftaler
Phillips blev i januar 2024 lejet til West Ham United for resten af 2023-24 sæsonen. Lejeaftalen var ikke en succes, og efter en række dårlige optænder og historier om attitudeproblemer, blev han af nogle fans kaldt den dårligste spiller i klubben i mange år.
Phillips blev i august 2024 igen udlejet, denne gang til nyoprykkede Ipswich Town.

## Landsholdskarriere
Phillips debuterede for Englands landshold den 8. september 2020.
Han blev kåret som årets spiller på det engelske landshold for 2020-21 sæsonen.

## Titler
Leeds United
- EFL Championship: 1 (2019-20)

Manchester City
- Premier League: 1 (2022-23)
- FA Cup: 1 (2022-23)
- UEFA Champions League: 1 (2022-23)
- UEFA Super Cup: 1 (2023)
- FIFA Club World Cup: 1 (2023)

Individuelle
- EFL Championship Årets hold: 1 (2018–19)
- PFA Championship Årets hold: 1 (2019-20)
- England Men's Player of the Year: 1 (2020-21)